# Középhatalom
A középhatalom az az állam, amely nem szuperhatalom vagy nagyhatalom, de mégis befolyást gyakorol és jelentős szerepet játszik a nemzetközi kapcsolatokban. Túl nagy vagy túl befolyásos ahhoz, hogy kishatalomnak lehessen tekinteni, de nem elég erős ahhoz, hogy nagyhatalom legyen. Ezek az országok gyakran rendelkeznek bizonyos képességekkel, például erős gazdasággal, fejlett technológiával és diplomáciai befolyással, amelyek lehetővé teszik számukra, hogy beleszóljanak a globális ügyekbe.
A középhatalmak döntő szerepet játszanak a nemzetközi kapcsolatokban az együttműködés és a konfliktusok békés megoldásának elősegítésével, egyben képesek diplomáciai befolyásukat nemzeti érdekeik érvényesítésére fordítani.

## Átmenetek a nagyhatalmak és a középhatalmak között
A középhatalmi és nagyhatalmi listák közötti átfedések azt mutatják, hogy a szakértők között nincs teljes egyetértés.
Az olyan országokat, mint Kína, Franciaország, Oroszország, az Egyesült Királyság, általában nagyhatalmaknak tekintik gazdasági, katonai vagy stratégiai jelentőségük, elismert atomhatalmi státuszuk és az Egyesült Nemzetek Biztonsági Tanácsában betöltött állandó helyük miatt.
 Németország
Egyes akadémikusok azt mondják, hogy Németország, India és Japán is nagyhatalmak, a nagy, fejlett gazdaságuk és globális befolyásuk miatt, nem pedig katonai és stratégiai képességeik miatt; más források azonban időnként középhatalmakként emlegették ezeket az országokat.
 India
Korábban nem volt jellemző Indiának, mint nagyhatalomnak a széles körű tudományos támogatottsága, a politikatudomány területén egyesek (már 2011-ben), mint például Malik Mohan és Zbigniew Brzezinski, Indiát is nagyhatalomnak tartják.
 Olaszország
Egyes szakértők, mint például John Kirton és Roberto Gimeno azt állítják, hogy Olaszország is nagyhatalom a G7 és a NATO tagsága és főleg annak erős hatalmaihoz való tartozása miatt. Továbbá a Hágai Stratégiai Tanulmányok Központja (HCSS) 2014-es jelentése szerint is Olaszország a nagyhatalmak között szerepel.
 Brazília
Hasonlóképpen Brazíliát is néha nagyhatalomként emlegetik gazdasági ereje és befolyása miatt.

## Lista
Az alábbiakban felsoroljuk azt az 51 országot, amelyet a hidegháború utáni korszak óta középhatalomnak tekintettek az akadémikusok vagy más szakértők. (A G-20 tagjai félkövér betűkkel vannak szedve, kivéve azok az EU-tagállamok, amelyek a kollektív EU-tagság keretében vesznek részt abban.

### Afrika (6 ország)
- -  Algéria [12][13][14]
  -  Egyiptom [15][16][17]
  -  Etiópia [18][19][20]
  -  Kenya [21]
  -  Nigéria [22][23]
  -  Dél-afrikai Köztársaság [24][25][26][27][28]

### Amerika (6 ország)
- -  Argentína [12][13][14]
  -  Chile [29][30]
  -  Kanada [31][32][33][34]
  -  Kolumbia [35][36]
  -  Mexikó [15][37][38][39]
  -  Peru [40][41]

### Ázsia (20 ország)
- -  Banglades [40][42]
  -  Dél-Korea [43][44][45][46][47][48]
  -  Egyesült Arab Emírségek [49][50]
  -  Észak-Korea [51]
  -  Fülöp-szigetek [52][53]
  -  Indonézia [54][55]
  -  Irán [56][57][58][59]
  -  Irak [40]
  -  Izrael [60][61]
  -  Katar [62][63]
  -  Kazahsztán [40][64][65]
  -  Kuvait [40]
  -  Malajzia [16][22][66][67]
  -  Pakisztán [68][69]
  -  Szaúd-Arábia [70][71][72]
  -  Szingapúr [73][74][75][76]
  -  Tajvan [53][77][78]
  -  Thaiföld [53][79]
  -  Törökország [15][80]
  -  Vietnám [40][81][82]

### Európa (17 ország)
- -  Ausztria [14][83][84]
  -  Belgium [29][85][86][87]
  -  Csehország [88]
  -  Dánia [89]
  -  Finnország [74][83][90]
  -  Görögország [91]
  -  Írország [92][93][94][95][96]
  -  Hollandia [32][89]
  -  Lengyelország [97][98]
  -  Magyarország [99]
  -  Norvégia [32][89]
  -  Portugália [40][100]
  -  Románia [14][83][87][90][101][102]
  -  Spanyolország [100]
  -  Svédország [70][89][103]
  -  Svájc [104]
  -  Ukrajna [97][101]

### Óceánia (2 ország)
- -  Ausztrália [31][44][70][105][106][107]
  -  Új-Zéland [108]